# Блейк, Аманда
Аманда Блейк (англ. Amanda Blake; 20 февраля 1929 — 16 августа 1989) — американская актриса чёрно-белого кино. Настоящее имя Беверли Льюис Нилл (англ. Beverly Louise Neill). Была трижды номинирована на премию «Золотой глобус».

## Биография
Аманда родилась в Буффало, штат Нью-Йорк. Она работала телефонисткой до того, как начала брать уроки актёрского мастерства.
Взяв псевдоним Янг Грир Гарсон, она стала широко известна благодаря роли 19-летней владелицы бара по имени Мисс Китти в телесериале «Дымок из ствола» с 1955 по 1974. В 1968 Блейк была приглашена на концерт великих западных исполнителей, проходивший в National Cowboy & Western Heritage Museum в Оклахоме. Она была третьей приглашённой исполнительницей после Тома Микса и Гари Купера, которые удостоились этой чести в 1958 и 1966.
Из-за продолжительных ролей на телевидении у Аманды редко появлялось время на большое кино. Она появилась в телевизионной комедии вместе с Редом Скелтоном, а также являлась участником публичных дискуссий в таких шоу-викторинах, как Hollywood Squares и Match Game 74.В 1957 Аманда появилась в телесериале Coate of Many Colors в роли Бетти-Лэйвон Коат.
Последний раз появилась на экране в 1988 году в драме «Допинг» с такими актёрами, как Джеймс Вудс и Шон Янг.

## Смерть
Аманда была заядлой курильщицей и перенесла операцию на полости рта в 1977. Впоследствии Блейк стала участником американского общества против рака и в 1984 году стала обладательницей премии за мужество.
Согласно газете The New York Times, Аманда Блейк скончалась 16 августа 1989 года от осложнений, вызванных СПИДом. Существует путаница относительно причины смерти: некоторые друзья Аманды сообщали о том, что она умерла от рака, однако причины, указанные в свидетельстве о смерти, характерны для осложнений, вызванных СПИДом. Это позже подтвердили остальные её друзья и лечащий врач.

## Фильмография
| Год       |   | Русское название                    | Оригинальное название     | Роль                      |
| --------- | - | ----------------------------------- | ------------------------- | ------------------------- |
| 1953      | ф | Лили                                | Lili                      | Пич Липс                  |
| 1954      | ф | О миссис Лесли                      | About Mrs. Leslie         | Джилли                    |
| 1954      | ф | Звезда родилась                     | A Star Is Born            | Сьюзен Этинджер           |
| 1955      | ф | Хрустальный башмачок                | The Glass Slipper         | Бирдена                   |
| 1955—1975 | с | Дымок из ствола                     | Gunsmoke                  | Китти Рассел              |
| 1955—1962 | с | Альфред Хичкок представляет         | Alfred Hitchcock Presents | Кэролл Арленгтон          |
| 1956—1984 | с | На пороге ночи                      | Edge of Night             | доктор Джулиана Стэнхауэр |
| 1977—1986 | с | Лодка любви                         | The Love Boat             | Нора                      |
| 1987      | ф | Дымок из ствола: Возвращение в Додж | Gunsmoke: Return to Dodge | Китти Рассел              |
| 1988      | ф | Разгон                              | Mrs. MarshallThe Boost    | Барбара                   |
| 1988      | ф | Доноры                              | B.O.R.N.                  | Рози                      |

## Награды и номинации
| Год  | Премия                  | Категория                                            | Фильм или сериал  | Результат |
| ---- | ----------------------- | ---------------------------------------------------- | ----------------- | --------- |
| 1959 | Emmy                    | Лучшая актриса второго плана в драматическом сериале | «Дымок из ствола» | Номинация |
| 1967 | Western Heritage Awards | Лучшая телевизионная драма                           | «Дымок из ствола» | Победа    |
| 1970 | Золотой глобус          | Лучшая актриса драма на ТВ                           | «Дымок из ствола» | Номинация |
| 1971 | Золотой глобус          | Лучшая актриса драма на ТВ                           | «Дымок из ствола» | Номинация |
| 1972 | Золотой глобус          | Лучшая актриса драма на ТВ                           | «Дымок из ствола» | Номинация |